# 세포 분화
발생생물학에서 분화(differentiation) 혹은 세포 분화(細胞分化, cellular differentiation)는 어떠한 세포가 다른 특징을 갖는 세포로 바뀌는 것을 말한다. 다세포 생물이 단일 접합자(zygote)에서 복잡한 조직을 형성하는 발생 과정 중에 분화가 여러 번 일어난다. 성인이 되면 조직을 복구하거나 혹은 정상 세포가 변화할 때 성체줄기세포가 분화한다. 세포는 분화를 통해서 크기나 모양, 막전위, 대사 활성, 그리고 신호에 대한 반응이 극적으로 변화한다. 몇 가지 예외가 있기는 하지만, 세포 분화 동안에 DNA 자체의 변화는 거의 나타나지 않는다. 따라서 서로 다른 세포가 매우 상이한 외적 특성을 갖는 것은 대부분 유전자 발현 양상이 변하기 때문이다.
다 자란 생명체의 모든 세포(즉 영양막과 같은 조직으로는 분화할 수 없다)로 분화할 수 있는 능력을 가진 세포를 만능한(pluripotent) 세포라고 한다. 동물의 배아줄기세포와 고등 식물의 분열세포(meristematic cell)가 만능한 세포이다. 태반 조직을 포함한 모든 세포로 분화할 수 있는 세포는 전능한(totipotent) 세포이다. 포유류는 접합자와 초기 4-8세포기 할구들만 이런 능력을 가지는 반면, 식물은 분화된 세포라 하더라도 간단한 생명공학 기술로 전능성을 갖도록 할 수 있다.
세포병리학에서 세포 분화 정도는 암 진행 정도를 알아보는 지표로 쓰인다. 대체로 암의 분화도(grading)는 종양이 얼마나 분화된 세포로 이루어졌는지에 따라 결정한다.

## 포유류 세포 종류
포유류의 몸을 구성하는 세포는 크게 생식세포, 체세포, 그리고 줄기세포로 나눌 수 있다. 성인은 약 100조(1014) 개의 세포로 이루어진다. 적혈구와 같이 완전히 분화되면 핵을 잃는 세포를 제외하고는 모든 세포에 같은 유전체의 복사본이 한 개씩 들어있다. 체세포는 이배체로, 각 염색체를 쌍으로 가지고 있으며, 피부와 근육 등 대부분의 인체를 구성한다. 생식세포 혹은 배우자(配偶子, gamete)는 생식세포 계보(germ line cell)를 따라 생겨난다. 줄기세포는 특화된 어떠한 세포로도 분화할 수 있다.
발생은 정자와 난자가 수정되어 개체가 될 수 있는 하나의 세포(수정란)를 형성하면서 시작된다. 수정 이후 한 시간 이내에 세포는 동일한 세포로 분열한다. 사람의 경우 수정 후 4일간 몇 차례의 세포 분열을 거친 뒤에 배반포라는 속이 빈 구 형태의 세포 덩어리가 된다. 배반포는 바깥층의 세포와 안쪽의 빈 공간으로 분리되어 있는데, 이 공간에 내세포괴(inner cell mass)라는 세포 덩어리가 있다. 인체의 거의 모든 조직은 사실상 내세포괴의 세포들이 분화하여 된 것이다. 그러나 내세포괴의 세포만으로는 개체가 될 수 없으며, 이러한 특성을 '만능성(pluripotent)'이라 한다.
만능줄기세포는 다능한(multipotent) 전구체 세포(progenitor cell)로 분화하고 전구체 세포는 실제 조직에서 기능하는 세포로 분화한다. 아래는 일부 줄기세포와 전구체 세포의 예시이다.
- 골수의 조혈모줄기세포는 성체줄기세포로 적혈구와 백혈구, 혈소판으로 분화한다.
- 골수의 중간엽 줄기세포(mesenchymal stem cell)는 성체줄기세포로 기질 세포와 지방 세포, 뼈 세포가 된다.
- 상피 줄기세포는 전구체 세포로 다양한 피부 세포로 분화한다.
- 근육 위성세포는 전구체 세포로 근육 조직으로 분화한다.

## 분자생물학적 기작
수정란이 분열하여 할구로, 할구가 낭배 형성을 거쳐 세 개의 배엽으로 나뉘면서 아르기닌, 글라이신, 아스파라긴, 세린으로 이루어진 세포 부착 분자의 도움을 받는 신호경로가 생긴다.
개체에서 각 조직의 분화된 세포는 그 종을 구성하는 유전체 중 특정한 유전자만을 발현하고, 각 세포마다 유전자 발현 조절 양상이 다르다. 즉 세포 분화에는 발현되는 유전자와 발현되지 않는 유전자를 전환(switch)하는 과정이 포함된다. 발생 중 세포 분화는 유전자 조절 네트워크를 통해 이해할 수 있다. 조절 유전자(regulatory gene)와 cis-조절 자리(cis-regulatory module)는 유전자 조절 네트워크의 주요 거점으로, 어떤 신호에 따라 다른 유전자를 조절한다. 시스템 생물학은 어떻게 발생에 관여하는 기작이 예측 가능한 규칙성을 만들어내는지에 주안점을 두고 접근한다.
유전자 발현을 끄고 켜는 데에는 진화적으로 보존된 분자 기작이 관여한다. 세포 분화를 통제하는 주요한 분자 기작은 세포 신호 전달이다. 세포 분화 중에 세포에서 세포로 정보를 전달하는 신호 분자는 성장인자라고 한다. 세부적인 신호전달경로는 매우 다양하지만, 공통적인 단계로 정리할 수 있다. 한 세포에서 생산된 리간드가 다른 세포의 세포외 영역에 있는 수용체에 결합하면 수용체는 구조적인 변화를 일으키고, 그 결과 수용체는 효소 활성이 생긴다. 수용체는 다른 단백질을 인산화하는 반응을 촉매 작용하고, 인산화된 단백질은 활성화된다. 인산화 연쇄반응은 최종적으로 불활성화 상태로 존재하던 전사 인자나 세포골격 단백질을 활성화시켜서 표적 세포의 분화가 일어나게 한다.

### 후성유전학적 조절
한 개체의 세포는 세포 종류에 관계없이 같은 유전체를 공유하기 때문에 각 세포는 유전자 발현 수준에서 변화해야 한다. 유전자 발현 조절은 cis-조절요소(cis-regulatory element)와 trans-조절요소(trans-regulatory element), 프로모터, 인핸서(enhancer)를 통해서 일어날 수 있다. 세포는 세포 분열을 반복하면서 유전자 발현 양상을 모세포와 같게 유지하는데, 후성유전적 조절이 이에 관여한다. 후성유전적 과정은 줄기세포와 전구체 세포, 성숙한(분화한) 세포로 운명을 결정하는 것을 조절하는 데 중요한 역할을 한다.

## 역분화

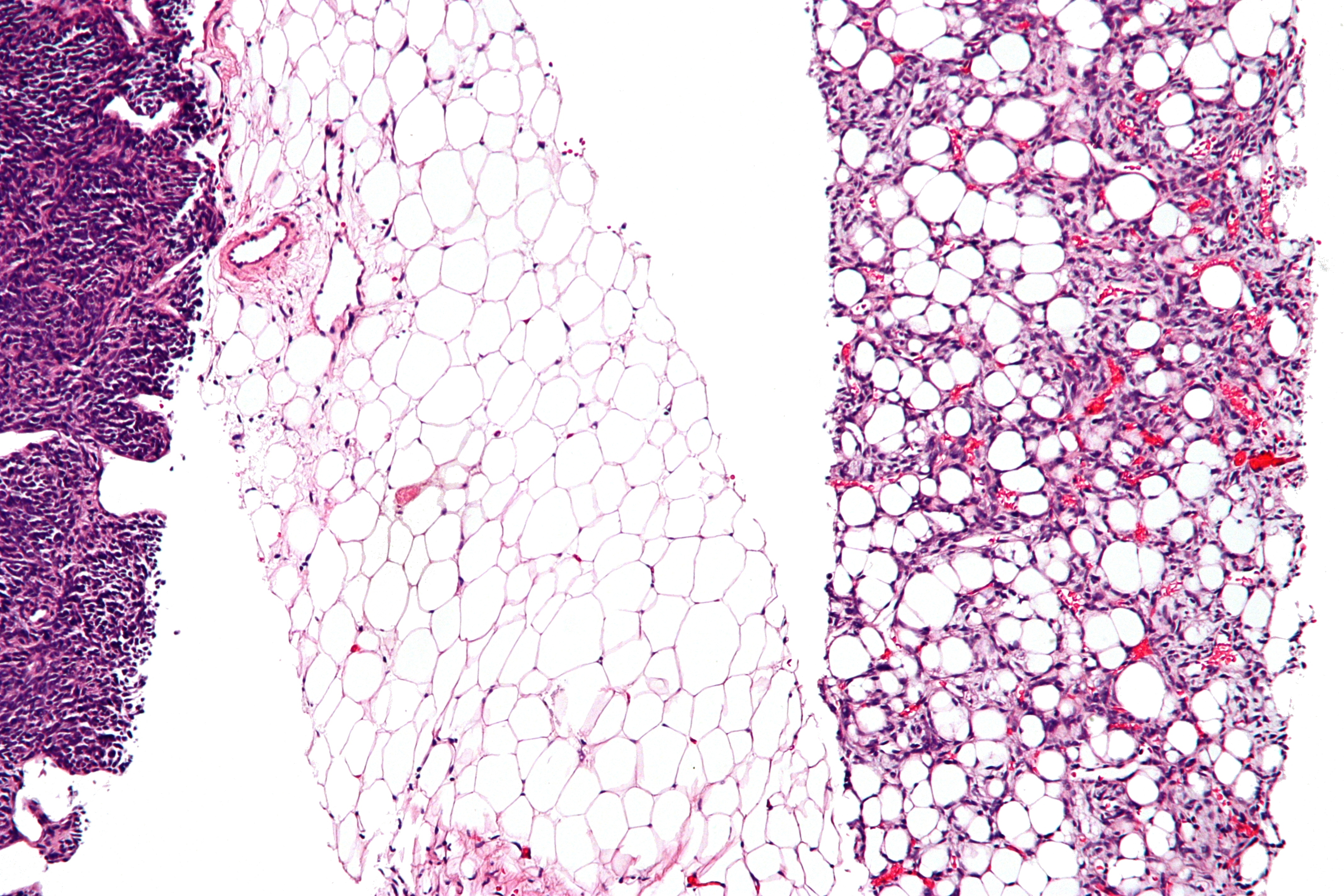
역분화 양상을 보이는 지방육종의 현미경 사진(H&E 염색). 왼쪽은 아직 지방육종이 아닌 조직, 가운데는 형태학적으로 양성인 지방 조직, 오른쪽은 분화된 세포이나 혈관 생성이 증가한 세포들이다.

역분화는 부분적으로 혹은 완전히 분화된 세포가 초기 발생 단계로 거꾸로 분화하는 것으로, 대개 재생 과정의 일부이다. 벌레류와 양서류에서 볼 수 있다.

## 같이 보기
- en:Grading (tumors)
- en:gene regulatory network